# Tremayne Anchrum
 Tremayne Anchrum Jr. (Powder Springs, Georgia, 24 de junio de 1998) más conocido como Tremayne Anchrum, es un jugador profesional estadounidense de fútbol americano que se desempeña en la posición de lineman en Los Angeles Rams, equipo de la National Football League (NFL).

## Carrera
Fue seleccionado en la séptima ronda en la Reunión Anual de Selección de Jugadores de la NFL de 2020. Hizo su debut profesional con el equipo Los Angeles Rams, donde lleva jugando cuatro temporadas.